# Arbeiterautonomie
Arbeiterautonomie (auch Autonomiebewegung) bezeichnet eine soziale Bewegung und politische Strömung, die in den 1970er-Jahren in Europa entstand und sich insbesondere in Italien und Deutschland formierte. Die Bewegung strebte nach einer Entflechtung von kapitalistischer Ausbeutung und staatlicher Kontrolle und forderte die Selbstverwaltung der Arbeit durch die Arbeiter.

## Geschichte
Die Idee der Arbeiterautonomie hat eine lange Geschichte und geht auf die sozialistische Bewegung im 19. Jahrhundert zurück. In dieser Zeit forderten Arbeiter und Sozialisten die Abschaffung des Kapitalismus und die Errichtung einer sozialistischen Gesellschaft, in der die Arbeiter die Kontrolle über die Produktionsmittel und die Verteilung der Güter haben würden.
Im Laufe des 20. Jahrhunderts wurde das Konzept der Arbeiterautonomie von verschiedenen Strömungen innerhalb der Arbeiterbewegung und der radikalen Linken aufgegriffen und weiterentwickelt. In den 1960er- und 1970er-Jahren entstanden in vielen Ländern autonome Arbeiterbewegungen und Basisgruppen, die sich für die Selbstorganisation und Selbstverwaltung der Arbeiter einsetzten als Antwort auf die soziale und politische Lage in Europa in den 1970er-Jahren. Insbesondere die hohe Arbeitslosigkeit, die wachsende Kluft zwischen Arm und Reich sowie die zunehmende Kontrolle der Wirtschaft durch den Staat führten zu Unzufriedenheit und Protesten. Die Bewegung entstand in diesem Kontext als eine Alternative zu den traditionellen Gewerkschaften und linken Parteien, die von vielen als zu reformistisch und bürokratisch angesehen wurden.
In Italien wurde die Arbeiterautonomie von der Gruppe Lotta Continua maßgeblich geprägt. Die Gruppe wurde 1969 gegründet und verstand sich als revolutionäre Organisation, die sich für die Befreiung der Arbeiterklasse einsetzte. Die Gruppe beteiligte sich an zahlreichen Arbeitskämpfen und organisierte Proteste gegen den Staat und die herrschenden Verhältnisse.
In Deutschland entstand die Arbeiterautonomie in den 1970er-Jahren als Teil der Neuen Linken. Die Bewegung war geprägt von der Idee der Selbstbefreiung und der Ablehnung jeglicher Form von Herrschaft. Die Gruppe Autonome beteiligte sich an zahlreichen Protestaktionen und Arbeitskämpfen und setzte sich für die Selbstverwaltung der Arbeit durch die Arbeiter ein.
Die Arbeiterautonomie-Bewegung war international vernetzt und es gab zahlreiche Kontakte und Kooperationen zwischen den verschiedenen Gruppen und Organisationen.

## Ideen und Theorien
Die Arbeiterautonomie-Bewegung war von einer Vielzahl unterschiedlicher Ideen und Theorien geprägt. Zentral war jedoch die Idee der Selbstverwaltung der Arbeit durch die Arbeiter. Die Bewegung forderte die Befreiung von falscher Arbeit. Die Idee der Arbeiterautonomie führte zu verschiedenen Praktiken und Organisationsformen, wie z. B. der Gründung von selbstverwalteten Betrieben, der Bildung von Arbeiterkollektiven und der Entstehung von Basisgewerkschaften. Diese Praktiken wurden von der herrschenden Klasse oft als Bedrohung wahrgenommen und mit Repression und Unterdrückung beantwortet. Die Idee der Arbeiterautonomie hat ihre theoretischen Wurzeln in verschiedenen Strömungen innerhalb der marxistischen Tradition (Maschinenfragment, general intellect). Die Idee der Arbeiterautonomie wurde auch von anderen Theoretikern und Praktikern der Arbeiterbewegung beeinflusst, darunter Rosa Luxemburg und Antonio Gramsci. Eine weitere wichtige theoretische Quelle ist die anarchistische Theorie, die die Hierarchien und Machtverhältnisse in der Gesellschaft ablehnt und die Schaffung einer basisdemokratischen Gesellschaft anstrebt. Anarchistische Denker wie Peter Kropotkin und Emma Goldman betonten die Bedeutung von Selbstorganisation und Selbstverwaltung in der Arbeiterbewegung.
Theoretischer Ausgangspunkt war die Anfang der 1960er-Jahre von Raniero Panzieri gegründete Zeitschrift Quaderni Rossi (Rote Hefte) und deren Abspaltung Classe operaia. Die Entwicklung der Produktivkräfte folge nicht automatisch einem historischen Gesetz (Geschichtsdeterminismus), sondern müsse flankiert werden von einer beständigen Disziplinierung und Zurichtung der im Arbeitsprozess stehenden Personen. An dieser Stelle könnten daher Kämpfe zur Überwindung des Kapitalismus einsetzen. Arbeitsverweigerung, „Krankfeiern“, Sabotagen am Arbeitsplatz etc. würden die notwendige Disziplin zersetzen und die Entwicklung der Produktivkräfte stören. Dies könne zu Krisen und zu einer Revolution führen. Der Operaismus übte also eine Kritik der Arbeit. Als Mittel der Bewusstseinsbildung und der Agitation wurde von den Operaisten auch der bereits von Marx entwickelte „Fragebogen für Arbeiter“ verwendet. Über die teilnehmende Analyse der „Klassenzusammensetzung“ in sog. Militanten Untersuchungen sollte der spezifische Ansatzpunkt effektiver Kämpfe der Arbeiterschaft entwickelt werden.

## Bedeutung der Arbeiterautonomie
Die Bedeutung der Arbeiterautonomie für das Ende des keynesianischen Projekts lässt sich auf verschiedene Weisen interpretieren. Einige argumentieren, dass die radikalen Forderungen und Aktionen der autonomen Arbeiterbewegung zu einer Verunsicherung der politischen und wirtschaftlichen Eliten beigetragen haben, was letztendlich zu einem Rückzug vom keynesianischen Wohlfahrtsstaatsmodell geführt hat. Das Projekt basierte auf den Ideen des britischen Ökonomen John Maynard Keynes und betonte die Bedeutung der staatlichen Intervention in der Wirtschaft, um Vollbeschäftigung und soziale Gerechtigkeit zu erreichen. Das Projekt trug zur Schaffung eines stabilen und wohlhabenden Mittelstandes bei und förderte die soziale Mobilität, aber führte auch zu steigenden Staatsausgaben und Schulden, sowie zu einer gewissen Bürokratisierung des öffentlichen Sektors.
Dennoch bleibt die Idee der Arbeiterautonomie bis heute ein wichtiger Bezugspunkt für linke und radikale Bewegungen. Sie fordert die Überwindung der Herrschaft von Kapitalisten und die Schaffung einer Gesellschaft, die auf kollektiver Entscheidungsfindung und Solidarität basiert. Bekannte Vertreter sind neben Antonio Negri Michael Hardt und Maurizio Lazzarato. Eine Nähe besteht auch zu dem Philosophen Giorgio Agamben. Insgesamt hat die Idee der Arbeiterautonomie ihren Ursprung in der Kritik der kapitalistischen Arbeitsverhältnisse und der Suche nach alternativen Formen der Organisation und Selbstbestimmung in der Arbeitswelt.

### Geschichte der Arbeiterautonomie
- Linke Betriebsintervention, wilde Streiks und operaistische Politik 1968 bis 1988, Sonderheft der Zeitschrift Arbeit – Bewegung – Geschichte. Zeitschrift für historische Studien, Heft I/2016; ISBN 978-3-86331-281-7.
- Wolfgang Rieland (Hrsg.): Fiat-Streiks: Massenkampf und Organisationsfrage [Fiat, 1969], Schriften zum Klassenkampf, Nr. 16, Trikont, München, 1970.
- Hellmut G. Haasis: Fiat – Legende und Wirklichkeit. Humanisierung als technisches Instrument gegen die Arbeiterkämpfe. In: Kursbuch, Karl-Markus Michel u. Harald Wieser (Hg.), Nr. 43 (März 1976), Arbeitsorganisation: Ende des Taylorismus, Berlin 1976, 102–117.
- Wolfgang Rieland: Organisation und Autonomie: Die Erneuerung der italienischen Arbeiterbewegung, Verlag Neue Kritik, Frankfurt, 1977.
- Steve Wright: Storming Heaven: Class Composition and Struggle in Italian Autonomist Marxism. 2002, ISBN 0-7453-1606-9
- Primo Moroni, Nanni Balestrini: Die goldene Horde (Arbeiterautonomie, Jugendrevolte und bewaffneter Kampf in Italien). Assoziation A, Berlin 2002.
- Nanni Balestrini: Wir wollen alles. Roman der Fiatkämpfe. Trikont, München, 1972. Neuauflage, Assoziation A, Berlin, 2003.
- Steve Wright: Den Himmel stürmen. Eine Theoriegeschichte des Operaismus. Assoziation A, 2005.
- Martin Birkner, Robert Foltin: (Post-) Operaismus. Von der Arbeiterautonomie zur Multitude, Schmetterling-Verlag, (theorie.org), Stuttgart 2006.
- L'operaismo degli anni Sessanta da „Quaderni rossi“ a „classe operaia“. A cura di Giuseppe Trotta e Fabio Milana (Hg.). Saggio introduttivo di Mario Tronti. DeriveApprodi, Roma, 2008.
- Thore Prien (Hrsg.): Der Staat im Empire. Zur Staatstheorie des Postoperaismus. Nomos, Baden-Baden 2016, ISBN 978-3-8487-0225-1.
- Dominik Götz: Operaismus. Geschichte & Philosophie des autonomen Marxismus in Italien. Mandelbaum Verlag, Wien 2020, ISBN 978-3-85476-699-5.

### Zeitgenössische Texte
- Libertini, Panzieri, Touraine: 7 Thesen zur Arbeiterkontrolle, o. O. (Karin Kramer Verlag, Berlin), o. J. (1970?).
- Claudio Pozzoli (Hrsg.): Spätkapitalismus und Klassenkampf; Ein Auswahl aus den ‚Quaderni Rossi‘, Europäische Verlagsanstalt, Frankfurt a. M., 1972.
- Romano Alquati: Klassenanalyse als Klassenkampf: Arbeiteruntersuchungen bei FIAT und OLLIVETTI; Herausgegeben und eingeleitet von Wolfgang Rieland. Athäneum Fischer Taschenbuch Verlag. Frankfurt a. M., 1974.
- Mario Tronti: Arbeiter und Kapital, Verlag Neue Kritik, Frankfurt am Main, 1974.
- Quaderni Rossi: Arbeiteruntersuchung und kapitalistische Organisation der Produktion, Schriften zum Klassenkampf, Nr. 24, Trikont Verlag, München, 1972.